# Palacio municipal de deportes de Huesca
El Palacio Municipal de los Deportes de Huesca, España. Es un edificio singular, muy conocido en el mundo de la arquitectura por su complejidad.[cita requerida]

## Situación
Está ubicado en las afueras de la ciudad. En el pie del Cerro de San Jorge, cercano al campo de fútbol El Alcoraz.

## Construcción
La construcción del Palacio, diseñado por los famosos arquitectos Carme Pinós y Enric Miralles Moya, se inicia en 1990. La empresa constructora fue Auxini, S.A. y fue promovido y pagado por el Exmo. Ayuntamiento de Huesca, con un presupuesto inicial de 1546 millones de pesetas.
El proyecto inicial contaba con una cubierta atirantada que se componía de una gran plancha que hacía de techo colgante, agarrado por unas sirgas (que actuaban como tirantes) y que estaban sujetas a unas grandes vigas exteriores de acero ancladas en el suelo. Los rumores dicen que los redactores del proyecto se inspiraron en el cableado de electrificación de los trenes. 
Este sistema, mientras estaba en construcción, se montaron mal las armaduras calculadas de las zapatas provocando el fallo, y se vino abajo en abril de 1993, sin dejar daños personales. Este imprevisto hizo que se tuviera que volver a diseñar la cubierta, dejando a un lado el techo colgante. La obra finalizaría en 1994.
Está situado por debajo del nivel del alcantarillado, por lo que se ha inundado 3 veces.
Por esta obra el arquitecto fue galardonado. Es visitado por estudiantes de arquitectura de todo el mundo, dado que es una de sus obras más importantes.

## Características
- Capacidad: 4906 espectadores para eventos deportivos / 5500 para eventos musicales
- Superficie: 40 700 m²
- Estructura: Hormigón armado y acero
- Coste final: 10,22 millones €

## Eventos deportivos y musicales
El Palacio se construyó por la necesidad de que el Club Baloncesto Peñas Huesca (ACB) tuviera un estadio para capacidad de 5000 espectadores. Actualmente, el equipo de baloncesto (que milita en LEB-Oro), lo sigue usando. También el BM Huesca, conjunto de balonmano de la Liga ASOBAL, usa el edificio para jugar sus partidos como local. 
Además, el Palacio es usado en numerosas ocasiones para grandes conciertos como BB King, ZZ Top, Manolo García, Joe Cocker, Estopa... y actividades lúdicas.